# Bjørn Dæhlie
Bjørn Dæhlie (n. 19 iunie 1967, Elverum, Hedmark, Norvegia) este un schior de fond norvegian, medaliat olimpic. A participat la 3 ediții ale Jocurilor Olimpice (1992, 1994, 1998) în care a câștigat două medalii de aur.